# Rostislav Marosz
Rostislav Marosz (* 23. února 1991, Třinec) je český hokejista. Hraje na postu útočníka, momentálně v klubu HC Frýdek-Místek.

## Hráčská kariéra
Statistiky Rostislava Marosze
- 2005-2006 Hc Oceláři Třinec (E) - dor.
- 2006-2007 HC Oceláři Třinec (E) - dor., HC Oceláři Třinec (E) - jun.
- 2007-2008 HC Oceláři Třinec (E) - dor., HC Oceláři Třinec (E) - jun.
- 2008-2009 HC Oceláři Třinec (E) - jun.
- 2009-2010 HC Oceláři Třinec (E), HC Oceláři Třinec (E) - jun., HK Nový Jičín (2. liga)
- 2010-2011 HC Oceláři Třinec, HC Oceláři Třinec (E) - jun., SK Horácká Slavia Třebíč (1. liga)
- 2011-2012 HC Oceláři Třinec
- 2012-2013 HC Oceláři Třinec
- 2013-2014 HC Oceláři Třinec, HC AZ Havířov 2010 (1. liga)
- 2014/2015 HC Oceláři Třinec, hostování HC Olomouc
- 2015/2016 HC Energie Karlovy Vary [1]
- 2016/2017 HC Oceláři Třinec ELH
- 2017/2018 HC Oceláři Třinec ELH, hostování HC Dynamo Pardubice
- 2018-2019 HC Dynamo Pardubice ELH
- 2019-2020 Bílí Tygři Liberec ELH
- 2020/2021 HC Vítkovice Ridera ELH
- 2020/2021 Rytíři Kladno
- 2021/2022 HC Vítkovice Ridera ELH
- 2022/2023 HC Vítkovice Ridera ELH
- 2023/2024 HK Spišská Nová Ves Tipsport liga (Slovensko)